# Abstandszünder
Ein Abstandszünder, auch Annäherungszünder oder Näherungszünder genannt, dient dazu, eine militärische Sprengladung automatisch in definierter Entfernung vor dem Zielobjekt zu zünden. Eingesetzt werden Abstandszünder unter anderem bei Granaten, militärischen Raketen und Lenkflugkörpern in der Spitze des Geschosses. Die ersten funktionsfähigen Radar-Dopplereffekt-Abstandszünder kamen 1943 im Pazifik-Krieg in Flakgranaten zum Einsatz. Sie wurden in erster Linie von einem Team von Wissenschaftlern unter der Leitung von Merle Antony Tuve am Applied Physics Laboratory der Johns Hopkins University im US-amerikanischen Baltimore, aber auch auf britischer Seite von Personen wie Samuel Curran entwickelt.
Der Abstandszünder gilt zusammen mit dem Radar und der Atombombe als bedeutendste militärtechnologische Entwicklung der Alliierten im Zweiten Weltkrieg.
Den US-Amerikanern gelang es als einziger Kriegspartei im Zweiten Weltkrieg, funktionsfähige Abstandszünder für Flakgranaten in Massenproduktion herzustellen und in Geschosse bis hinunter zu einem Kaliber von 3 Zoll (7,62 cm) einzubauen. Diese Geschosse wurden bis kurz vor dem Kriegsende nur über See oder über eigenem Territorium verwendet, um zu verhindern, dass die Technologie dem Feind in die Hand fällt. Die an Großbritannien gelieferten Zünder erhöhten die Abschussrate von V1-Marschflugkörpern deutlich. Zur Tarnung wurde der neue Abstandszünder als „VT Fuze“ (variable time fuze – veränderlicher Zeitzünder) bezeichnet. Bei den Landstreitkräften der Alliierten kam der Abstandszünder bei Granaten in der Ardennenschlacht 1944 erstmals zum Einsatz. Dort wurde er auch für Luftdetonationen eingesetzt. General Patton schrieb dem Abstandszünder nach der Schlacht eine entscheidende Bedeutung zu.
Technisch werden verschiedene Arten von Abstandszündern unterschieden:

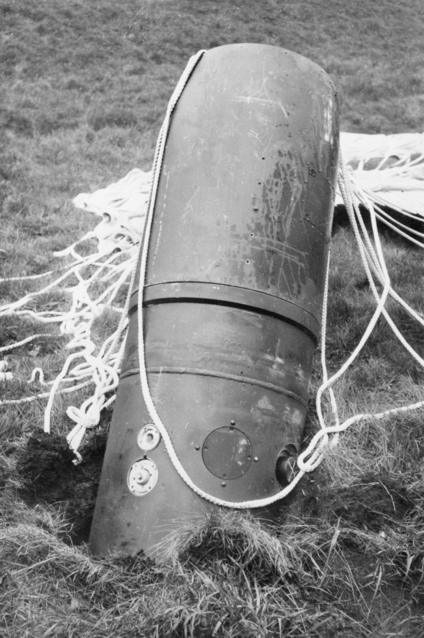
Seemine mit magnetischem Abstandszünder, welche versehentlich über Land abgeworfen wurde

- Funkgestützter Abstandszünder. Diese sind bei Granaten die meistverwendete Art.
- Optische Abstandszünder, meist mittels Laser
- Akustische Abstandszünder, ähnlich dem Verfahren bei einem Echolot
- Magnetische Abstandszünder
- Elektrostatische Abstandszünder[5]
- Auf Druck reagierende Abstandszünder (in Wasser)

Siehe auch: Näherungsschalter

## Funkgestützter Abstandszünder

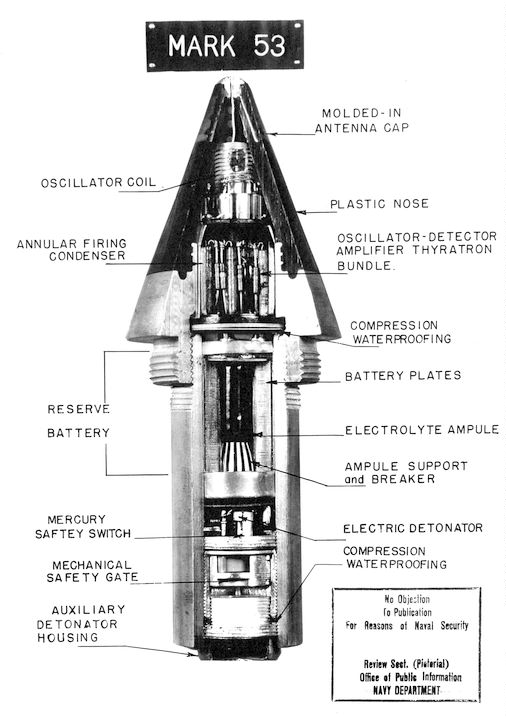
Funkgestützter Abstandszünder Typ MARK 53

Der funkgestützte Abstandszünder wurde im Januar 1943 von dem US-Amerikaner Merle Antony Tuve patentiert und basiert auf dem Radar-Dopplereffekt. Der Zünder ist in der Spitze der Granate untergebracht und besteht aus einer kleinen Oszillatorschaltung, die gleichermaßen als Sender und (Audion)-Empfänger fungiert. Die Sendefrequenz beträgt zum Beispiel 180 bis 220 MHz. Bei Annäherung an das Zielobjekt wird ein Teil des gesendeten Signals an diesem reflektiert, gelangt über die gleiche Antenne zurück zum Oszillator und führt dort zu Interferenz, d. h. zu Pegelschwankungen. Die Interferenzfrequenz sinkt beim Vorbeiflug auf Null, während die Amplitude der Pegelschwankungen ihr Maximum erreicht. Sinkt die Schwebungsfrequenz beispielsweise von 800 Hz auf 200 Hz, bedeutet das, die Relativgeschwindigkeit sinkt von 600 m/s auf 150 m/s. Das kann als Zündkriterium gewertet werden. In der Patentschrift von Tuve und Roberts (Patent US3166015, eingereicht am 6. Januar 1943) wird das Schwebungssignal zum Beispiel durch einen Bandpass-Verstärker selektiert und gelangt direkt auf das Gitter eines Thyratrons, das die elektrische Zündung auslöst. Interessant ist, dass bereits dieses erste Modell mehrere Sicherheitsmechanismen enthält. So wurde die Elektronik erst beim Abschuss aktiviert und die Gittervorspannung des Thyratrons wurde zunächst eine Zeitlang negativ gehalten, sodass erst eine gewisse Flugzeit verstreichen musste, bis der Abstandszünder scharf war.

## Galerie
- Rekonstruktion des Abschusses von MH17 durch eine Flugabwehrrakete mit Abstandszünder und Annular-Blast-Gefechtskopf

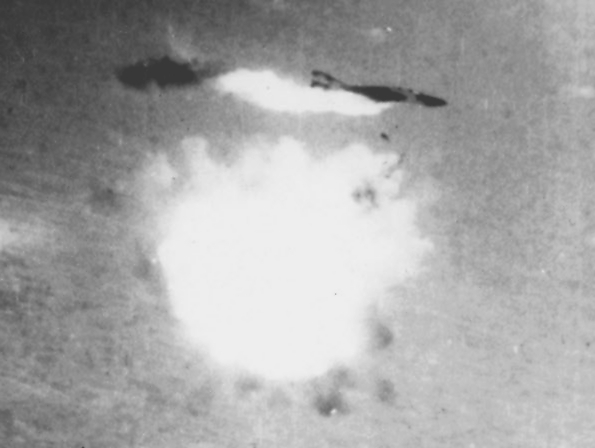
Eine S-75 explodiert direkt unter einer RF-4C Phantom II (Vietnam, 1967)
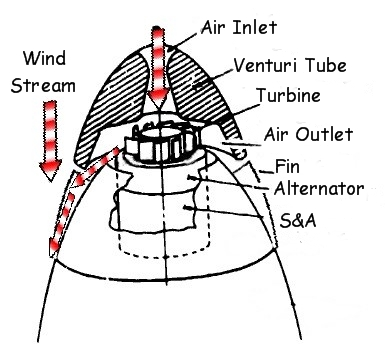
Ein M734-Zünder wird durch eine Turbine entsichert und mit elektrischer Energie versorgt.